# Ro van Ling
Ronald Albert Petrus (Ro) van Ling is een voormalig minister van sociale zaken in Suriname.
Nadat in februari 1979 de politieke partij KTPI uit het tweede kabinet-Arron was gestapt, werd Van Ling – van de Javaanse partij 'Pergerakan Pembamgunan Rayat Suriname' (PPRS) – de nieuwe minister van Sociale Zaken. Van Ling vluchtte een jaar later, toen na de Sergeantencoup (de staatsgreep van het leger) in februari 1980 Desi Bouterse aan de macht kwam.